# یواس‌اس سومرز (تی‌بی-۲۲)
یواس‌اس سومرز (تی‌بی-۲۲) (به انگلیسی: USS Somers (TB-22)) یک کشتی بود که طول آن ۱۵۶ فوت (۴۸ متر) بود. این کشتی در سال ۱۸۹۸ ساخته شد.